# Référendum de 2001 aux îles Malouines
Un référendum sur le passage à une circonscription électorale unique et à un système électoral proportionnel a lieu aux îles Malouines le 22 novembre 2001. Le projet est rejeté par près de 57 % des voix. 

## Contenu
Le référendum porte sur une fusion des deux circonscriptions électorales des Îles Malouines : Stanley et Camp et l'adoption d'un nouveau mode de scrutin proportionnel.
La question posée est :
- Approuvez pour qu'il n'y ait qu'une seule circonscription aux îles Malouines, dotée d'un nouveau système électoral avec représentation proportionnelle ?

Le référendum a lieu le même jour que les législatives.

## Résultat
| Pour                      | Pour                      | 395   | 49,13 | 61  | 24,60 | 456   | 43,55 |  |  |  |  |
| Contre                    | Contre                    | 409   | 50,87 | 187 | 75,40 | 596   | 56,65 |  |  |  |  |
|                           |                           |       |       |     |       |       |       |  |  |  |  |
| Votes blancs et invalides | Votes blancs et invalides | 16    | -     | 0   | -     | 16    | -     |  |  |  |  |
| Total                     | Total                     | 820   | 100   | 248 | 100   | 1 068 | 100   |  |  |  |  |
| Inscrits / participation  | Inscrits / participation  | 1 198 | 68,45 | 304 | 81,58 | 1 502 | 71,11 |  |  |  |  |